# Mario Sammarco
Giuseppe Mario Sammarco (Palerme, 13 décembre 1868 - Milan, 24 janvier 1930) est un baryton italien.

## Biographie
Mario Sammarco est né à Palerme, en Sicile, où il a été l'élève d'Antonio Cantelli. Il fait ses débuts sur scène à Palerme dans le rôle de Valentin du Faust de Charles Gounod. Il se produit ensuite sur les différentes scènes de Milan, Buenos Aires, Londres entre 1904 et 1919 dans 26 rôles différents.
À New York, il est embauché par l'imprésario Oscar Hammerstein pour la Manhattan Opera Company en remplacement de Maurice Renaud. Il y reste de 1908 à 1910 devenant le principal baryton italien de la compagnie, mais il ne sera jamais appelé à se produire au Metropolitan Opera
Par la suite, il rejoint la compagnie de l'Opéra Chicago-Philadelphie où sa carrière se poursuit sans à coup jusqu'aux réserves émis par Mary Garden qui ne l'apprécie pas dans le rôle de Scarpia dans la Tosca. Sammarco en appelle à ses partenaires antérieures notamment Emmy Destinn et son interprétation obtient malgré tout un succès auprès des critiques.
Il réalise ses meilleurs prestations dans les œuvres inspirés du vérisme, créant notamment les rôles de Gérard dans Andrea Chénier de Giordano et Cascart dans Zazà de Leoncavallo.
Ses dernières apparitions seront réservées au San Carlo à Naples en 1919. Il enseigne alors le chant, il eut notamment pour élève Sándor Svéd. Il meurt à Milan en 1930.